# André Sainte-Laguë
André Sainte-Laguë (pronunciación en francés: /ɑ̃.dʀe sɛ̃t.la.ɡy/, Casteljaloux, 20 de abril de 1882-18 de enero de 1950) fue un matemático francés, pionero en el campo de la teoría de grafos. Sus estudios sobre los métodos de asignación proporcional de escaños (publicados en 1910) tuvo como consecuencia que uno de esos métodos lleve su nombre, el método Sainte-Laguë. Asimismo lleva su nombre el Índice Sainte-Laguë, para medir la proporcionalidad de un resultado electoral.
También es famoso por su cálculo informal que supuestamente demostraría que un abejorro no podría volar, al que se refiere el entomologista Antoine Magnan en la introducción de su libro Le Vol des insectes (Hermann and Cle, París, 1934). Este cálculo se basó en la comparación entre un avión y un abejorro, en la que erróneamente se asumió que las alas de los abejorros son lisas y planas. Él, y otros, corrigieron pronto esta premisa, pero eso no evitó que persista hasta nuestros días la historia del científico que demostró que el vuelo de un abejorro es imposible.
André Sainte-Laguë publicó otros ensayos de divulgación matemática, entre los que destaca De lo conocido a lo desconocido, con prefacio del biólogo Jean Rostand, y que fue traducido a varias lenguas.

## Biografía
Nacido en Casteljaloux (Lot-et-Garonne) en 1882, Sainte-Laguë fue admitido, a la edad de veinte años, tanto en la École polytechnique como en la Escuela Normal Superior de París. Eligió esta última, y se hizo con la plaza de profesor, primero en provincias y más tarde en París. Durante la Primera Guerra Mundial, y después de haber sido herido tres veces, fue destinado, de 1917 a 1919, al Departamento de Invenciones de la Escuela Normal Superior. Allí realizó estudios sobre proyectiles de artillería de largo alcance, y luego sobre el vuelo de los pájaros y materias relacionadas con la aviación.
Después de la Primera Guerra Mundial, y como profesor en las escuelas de París, pasó a ser lector de matemáticas en el Conservatorio Nacional de Artes y Oficios. Más tarde, en 1938, recibió la cátedra de Matemáticas Aplicadas. Enseñó, así, a generaciones enteras de ingenieros y técnicos. Fue también el organizador y anfitrión de la Sección de Matemáticas del Palacio del Descubrimiento, en el cual está aún presente su mente enciclopédica.
Además de su carrera académica fue un activista, especialmente en la Confederación de Trabajadores Intelectuales, organización sindical fundada en 1920 y de la que fue presidente en 1929. Desde los comienzos de la ocupación nazi tomó parte destacada de la resistencia, y fue encarcelado durante un tiempo. Tras la liberación dejó su puesto en el Conservatorio Nacional de Artes y Oficios, mientras crecía su número de estudiantes. Para el año en que murió, daba clase a tres cursos diferentes, con un total de dos mil quinientos alumnos.
Fue, entre otros, oficial de la Legión de Honor, Cruz de Guerra y Medalla de la Resistencia, así como profesor en la Escuela Especial de Trabajos Públicos (École Spéciale des Travaux Publics).